# Fran Barac
Fran Barac (Šemovci, 1872. augusztus 26. – Zágráb, 1940. szeptember 20.), horvát katolikus pap, teológus, politikus, egyetemi tanár, a Zágrábi Egyetem rektora.

## Élete és munkássága
A szlavónai Prodavíz melletti Šemovci faluban született 1872. augusztus 26-án. Az elemi iskolát szülőfalujában és Prodavízen végezte, majd Pozsegában és Zágrábban folytatta tanulmányait, ahol 1890-ben érettségizett. Teológiai tanulmányai után 1894-ben szentelték pappá. 1895 elejétől 1909 végéig gimnáziumi hitoktató volt. Közben 1900 és 1904 között Fribourgban és Leuvenben tanult teológiát. 1902-ben doktorált, 1907-ben pedig habilitált „O modernoj katoličkoj apologetici” (A modern katolikus apologetikáról) című munkájával.
1913-tól a Zágrábi Egyetem Teológiai Karának rendes professzora, két cikluson át (1913/14 és 1922/23) dékánja volt. Az 1916/17-es ciklusban az egyetem rektora volt. Az első világháború alatt 1916 januárjában rektorként, az egyetemi jelvényekkel és a doktori könyvvel a hadszíntérre utazott, hogy átadja az egyetem tiszteletbeli doktori címét Habsburg–Tescheni Jenő főhercegnek és Svetozar Borojević tábornoknak. Az 1916/1917-es tanévben a rektorhelyettesi tisztséget látta el. Kiállt Horvátország megerősítése és a Szerb, Horvát és Szlovén Királyság szövetségi elven való megszervezése mellett. 1924-ben ideiglenesen nyugdíjba vonult, de a következő évben visszahelyezték. 1925-ben Antun Bauer érsek a katolikus egyházért végzett szolgálataiért és tiltakozásul nyugdíjazása ellen a zágrábi káptalan kanonokjává nevezte ki.
A középiskolák számára írta „Liturgika ili nauka o bogoštovnim obredima katoličke crkve” (Liturgia vagy a katolikus egyház liturgikus szertartásainak tudománya, 1908) és „Katolička dogmatika ili nauka o vjerskim istinama, katoličkim napose” (Katolikus dogmatika vagy a katolikus hitigazságok tudománya, 1909) című tankönyveit. Rendszeresen írt a „Katolički list” nevű egyházi folyóiratba, melynek 1914 és 1919 között szerkesztője is volt, valamint a „Blagoslovnoj smotra” nevű vallásos újságba, melyet 1912 és 1918 között Josip Pazmannal együtt szerkesztett. Szakmai cikkeket írt a „Kršćanska škola” nevű egyházi pedagógiai folyóiratba. Megbeszéléseket vezetett a modern katolikus apologetikáról. Az első világháború idején jelentette meg a „Rat i vjera” (Háború és hit) című könyvét.
Különösen fontos szerepe volt a Horvát Hittudományi Akadémia megalapításában, melynek 1923 és 1935 között alelnöki tisztségét töltötte be, majd Frane Bulić halála után ő lett az elnöke. Az érseki Szeminárium felépítésében szerzett érdemeiért 1929-ben XI. Piusz pápa prelátussá nevezte ki. 1928 és 1937 között ő volt a szeminárium első rektora. Egyházi, pedagógiai és tudományos munkássága mellett részt vett a politikában is. Már az első világháború idején ő tartotta a kapcsolatot a Jogpárt hazai és emigrációban levő politikusai között. Különösen fontos szerepe volt a Szlovén-Horvát-Szerb Nemzeti Tanács 1918 őszi ülésein, illetve a jugoszláv állam megalapítását előkészítő megbeszéléseken. A párizsi békekonferencián 1919-ben szakértőként képviselte a Szerb-Horvát-Szlovén Királyságot. A Horvát Közösség tagjaként jelentős politikai tevékenységet fejtett ki az ideiglenes népképviselet népklub csoportjában. Amikor 1926-ban Ante Trumbić megalapította a Horvát Parasztpártot, annak alelnökévé választották. Sok évtizedes egyházi, oktatási és politikai tevékenység után betegsége miatt 1938-ban nyugdíjba vonult és visszavonult a közélettől is. 1940. szeptember 20-án hunyt el Zágrábban, és 23-án a Mirigoj temetőben helyezték örök nyugalomra.

## Főbb művei
- O modernoj katoličkoj apologetici (1907)
- Liturgika ili nauka o bogoštovnim obredima katoličke crkve (1908)
- Katolička dogmatika ili nauka o vjerskim istinama, katoličkim napose (1909)
- Rat i vjera (1916)